# Contraataque (baloncesto)

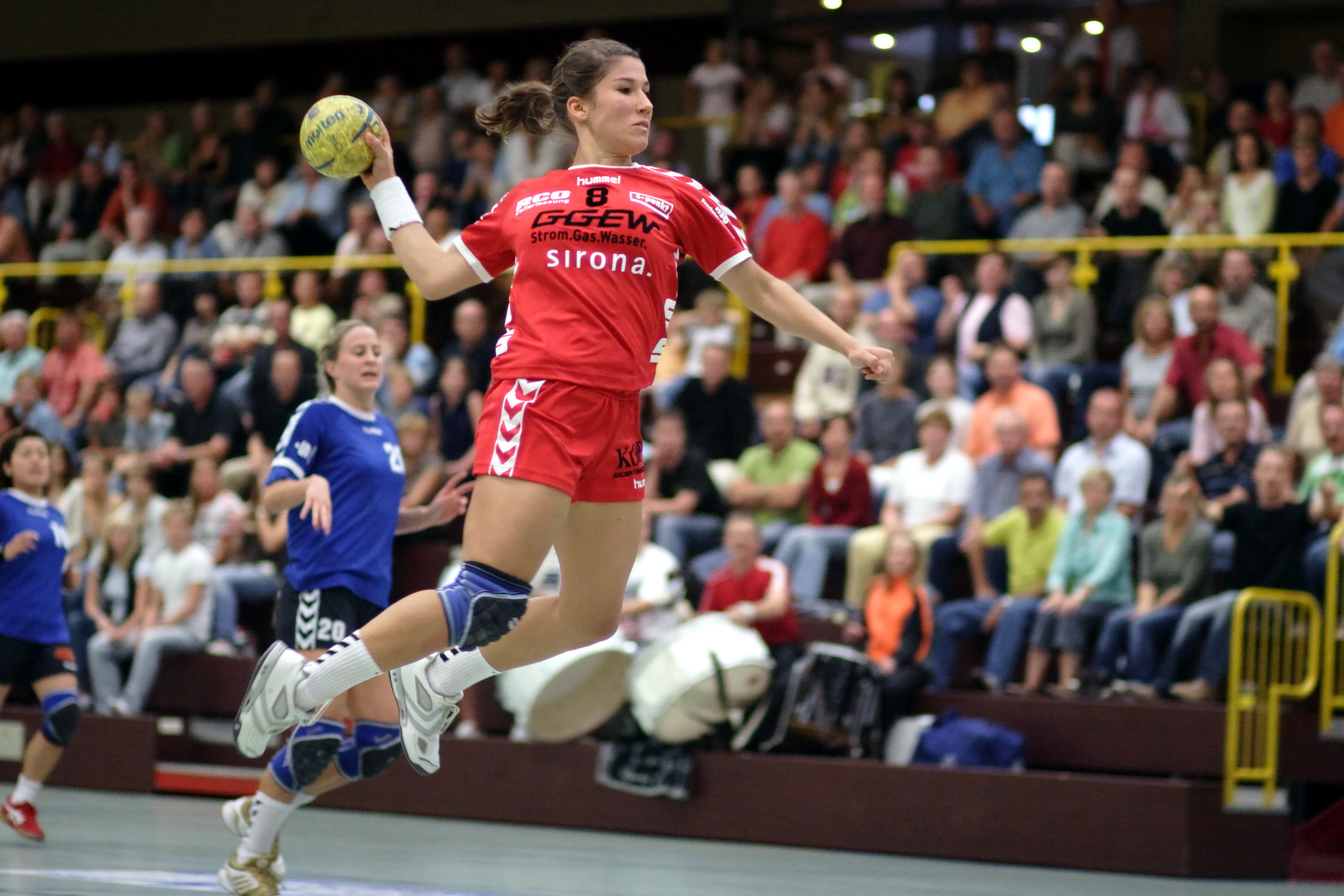
Balón mano tiene similitudes al deporte bascket

El ataque' es una estrategia de ataque en el baloncesto. En un ataque, un equipo desplaza la pelota hacia el campo contrario lo más rápidamente posible para llegar a una posición de tiro y conseguir que el otro equipo quede con menos defensores o que no le de tiempo a organizar la defensa.
En una situación de contraataque típica, el equipo que defiende recupera la pelota y la pasa a un jugador veloz, que  inicia el ataque. Ese jugador, normalmente el base, corre botando hacia el campo contrario por el centro, con uno o varios de sus compañeros corriendo por las alas. El jugador que lleva el balón, o bien pasa a otro jugador para hacer una canasta fácil, o tira él mismo. Velocidad, habilidad en el manejo del balón en carrera, y rapidez en la toma de decisiones (pase, tiro, finta) son elementos clave en un contraataque efectivo.
Generalmente un contraataque es el resultado de una buena defensa, como una recuperación o robo o un tapón, donde el equipo que defiende obtiene la posesión de la pelota, sin que el otro equipo tenga  tiempo de colocarse en defensa. 
Algunos equipos se han hecho famosos por sus contraataques por su velocidad, como por ejemplo en la NBA el famoso showtime de Los Angeles Lakers de los años 80 y el juego de los Phoenix Suns de estos años 2005/06, 2006/07. Grandes jugadores que llevan muy bien el contraataque son Magic Johnson, Jason Kidd y Steve Nash, sobre todo debido a su gran capacidad de tomar rápidamente las decisiones acertadas. Aunque Arnold "Red" Auerbach contribuyó al desarrollo del estilo del juego de contraataque cuando era entrenador de los Boston Celtics, hay gente que considera que Frank Keaney, entrenador de baloncesto (y también de fútbol americano y béisbol) es el inventor del contraataque en baloncesto. En su carrera de 36 años (1920-56) tuvo un balance de victorias/derrotas  de 401/124 en 28 años en las canchas, y es miembro del Hall of game.
- Datos: Q663403